# Xã South Grove, Quận DeKalb, Illinois
Xã South Grove (tiếng Anh: South Grove Township) là một xã thuộc quận DeKalb, tiểu bang Illinois, Hoa Kỳ. Năm 2010, dân số của xã này là 512 người.